# Brindisi (tỉnh)
The Tỉnh Brindisi (Tiếng Ý: Provincia di Brindisi) là một tỉnh ở vùng Apulia của Ý. Tỉnh lỵ là thành phố Brindisi. Xung quanh tỉnh lỵ có nhiều cánh đồng nho và a-ti-sô., Brindisi là một cảng cho thuyền buồm ở phía nam Italia.
Tỉnh này có diện tích 1.839 km², tổng dân số là 402.093 người năm 2001. Có 20 đô thị (tiếng Ý:comuni) ở trong tỉnh này , xem Các đô thị của tỉnh Brindisi.

## Các đô thị chính
(Thời điểm ngày 31 tháng 5 năm 2005)
| Đô thị                  | Inhabitants |
| ----------------------- | ----------- |
| Brindisi                | 89.422      |
| Fasano                  | 38.552      |
| Francavilla Fontana     | 36.349      |
| Ostuni                  | 32.720      |
| Mesagne                 | 28.136      |
| Ceglie Messapica        | 20.794      |
| San Vito dei Normanni   | 19.819      |
| Carovigno               | 15.571      |
| Oria                    | 15.398      |
| Latiano                 | 15.211      |
| San Pietro Vernotico    | 14.754      |
| Cisternino              | 12.030      |
| Torre Santa Susanna     | 10.584      |
| San Pancrazio Salentino | 10.467      |
| Erchie                  | 8.889       |
| Villa Castelli          | 8.731       |
| San Donaci              | 7.033       |
| San Michele Salentino   | 6.251       |
| Torchiarolo             | 5.051       |